# Cédric Joly
Cédric Joly (ur. 25 stycznia 1995 w Sarlat-la-Canéda) – francuski kajakarz górski, mistrz świata i Europy.
W 2019 roku na mistrzostwach świata w La Seu d’Urgell zdobył złoty medal w zawodach kanadyjek, uzyskując czas lepszy od Hiszpana Andera Elosegiego i Słoweńca Luki Božicia.